# Gintarinė vaistinė
Gintarinė vaistinė (dt. Bernstein-Apotheke) ist ein Handelsunternehmen   in Litauen. Es verwaltet 225 Apotheken. Es gehört mit UAB „Norfos vaistinė“  zur Unternehmensgruppe von UAB „Limedika“.   2012 erzielte das Unternehmen   den Umsatz von 247 Mio. Litas.
2010 erwarb die Aktien von „Gintarinė vaistinė“ die polnische EDSB NV, ein Tochterunternehmen von Pharmaunternehmen Pilion SA. EDSB NV verwaltet das Unternehmen „Gintarinė vaistinė“ durch litauische Gesellschaft UAB „Nacionalinė farmacijos grupė“.